# Ik Kil

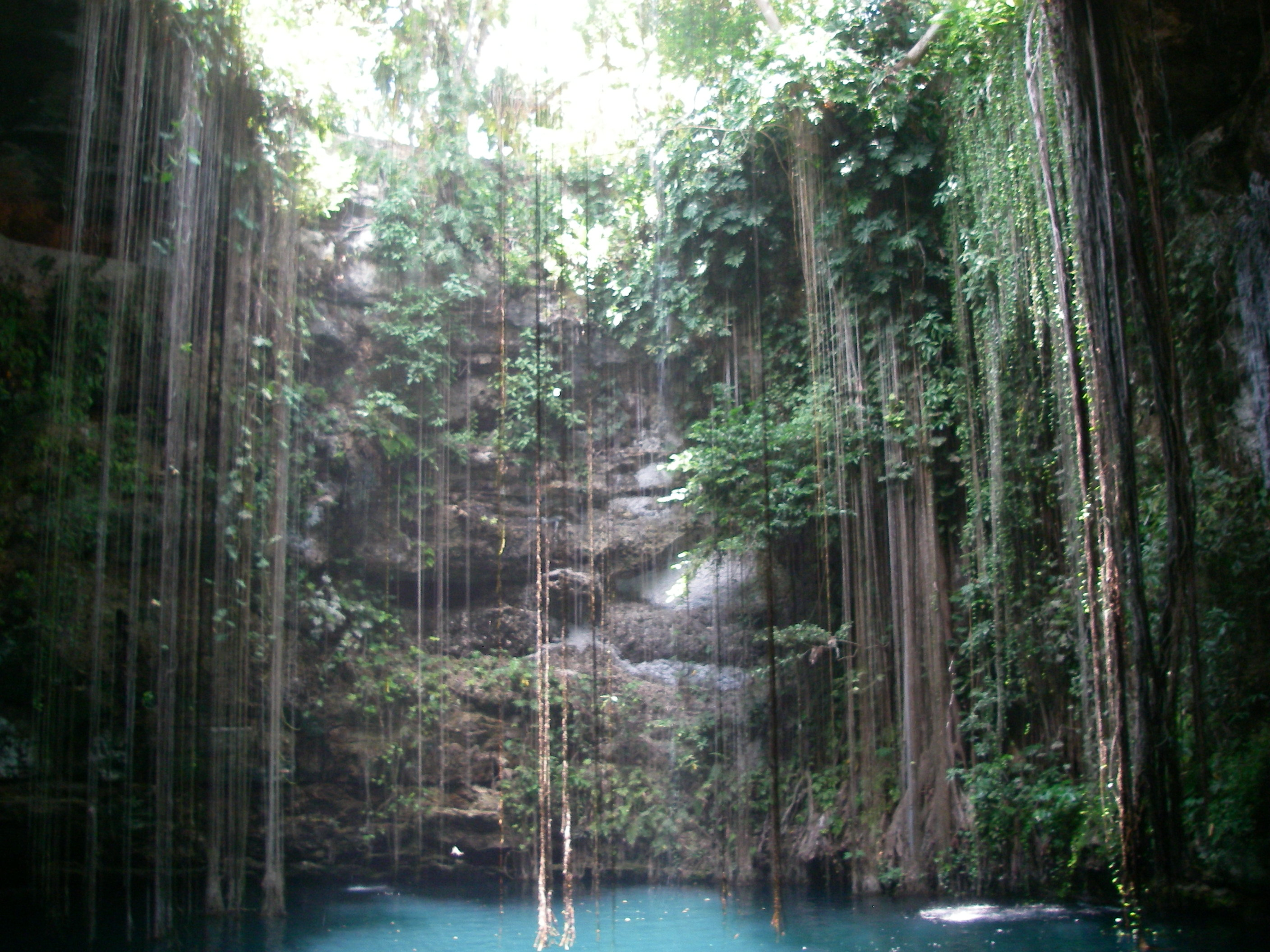
Cénote Ik Kil

Ik Kil est un cénote situé près de Pisté (es), localité du Municipio de Tinum (es), dans l'État du Yucatán, au Mexique.
Le cénote se trouve dans le parc archéologique Ik Kil, proche de Chichen Itza. La profondeur du plan d'eau est de 40 mètres environ, pour un diamètre en surface de 60 mètres. Il est également appelé « Cénote bleu sacré ».
Accessible au public dans un complexe de loisir, ce cénote dont la surface de l'eau est environ 26 mètres plus bas que le niveau du sol,  héberge des compétitions de plongeon,.